# Germán Álvarez Beigbeder
Pour les articles homonymes, voir Álvarez et Beigbeder.
Germán Álvarez Beigbeder, est un compositeur espagnol né à Jerez de la Frontera (Province de Cadix) le 15 décembre 1882 et mort dans cette ville le 11 octobre 1968.
Il a étudié à Madrid avec Bartolomé Pérez Casas et avec Manuel Manrique de Lara (es). Il s'est consacré à la direction d'orchestre d'harmonie, étant durant de nombreuses années directeur de l'orchestre d'harmonie de Jerez. Il s'est également consacré à l'enseignement de la musique. Son œuvre possède un cachet andalous.

## Son œuvre
(mai 2023).
Le contenu est difficilement compréhensible vu les erreurs de traduction, qui sont peut-être dues à l'utilisation d'un logiciel de traduction automatique.

### Musique pour orchestre
- 1922 Sinfonía nº 1 en sol menor
- 1928 Campos jerezanos
- 1936 Coplas a María Santísima de las Angustias - texte: Fray Gonzalo de Córdoba
- 1937 Stabat Mater
- 1946 Sinfonía nº 2 en mi menor, "Rincón Malillo"
- Caprichos de España, vier dansen voor orkest
- Romances de la Sierra de Cádiz
- Jerez, suite voor gitaar en orkest
- Jerezanos e impresiones Españolas

### Musique pour orchestre d'harmonie
- 1900 Al pie de la Cruz, marcha procesional
- 1905 Nuestra Señora de la Soledad
- 1906 Virgen de San Gil
- 1907 Mater Desolata
- 1907 Madre del Desconsuelo
- 1907 La Oración de Jesús
- 1907 Memoria Eterna
- 1907 Nuestra Señora del Mayor Dolor
- 1910 Nuestra Señora del Rosario
- 1910 El Santo Patrón
- 1919 Desamparo
- 1920 Cantemos al Señor
- 1920 La Última Cena
- 1921 Cristo de la Expiración
- 1923 Reina del Carmelo
- 1924 Santa Teresa de Jesús
- 1947 Virgen del Valle
- 1949 Amargura
- 1956 Cristo del Cachorro
- 1956 Virgen de la Misericordia
- 1963 Santa María de la Paz
- Himno de la Armada Española - (Himno de la Escuela Naval) - tekst: José María Pemán
- Prendimiento

### Musique de chambre
- 1925 Improvisaciones Españolas
  1. Preludio
  2. La Nana
  3. Serrana
  4. Jotica